# Espantalho

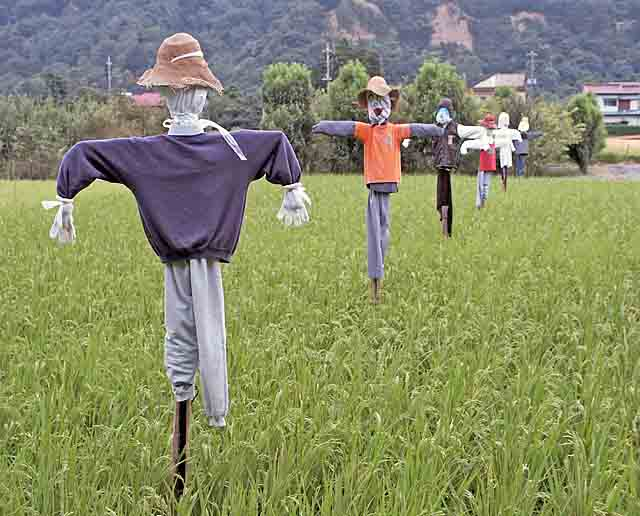
Espantalhos numa plantação de arroz no Japão

Espantalho é um boneco, feito de roupas velhas e chapéu, podendo ou não ser recheado com trapos, palha, estopa ou outros materiais. São colocados em meio a hortas ou plantações com o objetivo de espantar aves, simulando a presença do ser humano.
O uso do espantalho como meio de afugentar aves é relativamente antigo, e está presente em diversas culturas. Tem, contudo, o inconveniente de perder sua eficácia, dada a possibilidade de as aves terminam por habituarem-se com eles ― sendo melhormente substituídos por equipamentos como, por exemplo, um dispositivo que simula o estampido de arma de fogo, através de um sistema de ar comprimido.